# Walther von Witzleben

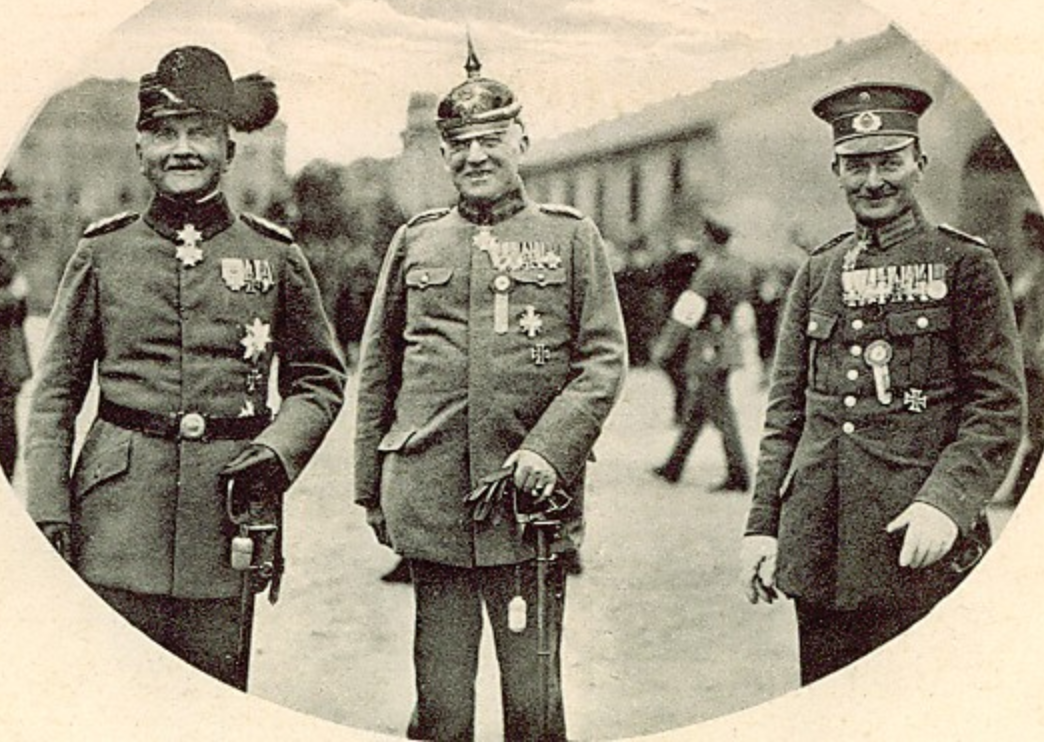
Walter von Witzleben (Mitte) mit zwei weiteren sächsischen Offizieren nach Verleihung des Kommandeurkreuz II. Klasse des Militär-St.-Heinrichs-Ordens

Walther Otto Dietrich von Witzleben (* 16. August 1865 in Ebersbach; † 14. Mai 1949 in Dresden) war ein sächsischer Generalmajor.

## Leben

### Herkunft
Walther von Witzleben entstammte dem Thüringer Adelsgeschlecht von Witzleben und war der Sohn des sächsischen Oberforstmeisters Oskar von Witzleben (1826–1897) und dessen Ehefrau Emma Brandt von Lindau (1841–1924).

### Werdegang
Walther von Witzleben durchlief eine Militärkarriere in der Sächsischen Armee. Nachdem Anfang 1915 der Regimentskommandeur Oberst Adolf Bucher tödlich verletzt worden war, kam Oberstleutnant von Witzleben vom Leib-Grenadier-Regiment Nr. 100 zum 12. Infanterie-Regiments Nr. 177 und wurde zum 21. Januar 1915 Regimentskommandeur. Es folgten weitere Wechsel in der Regimentsführung, wobei er aber immer wieder in die ursprüngliche Kommandierung zurückkehrte. Am 22. Mai 1916 wurde er zum Oberst befördert. Für seine Leistungen während der Kämpfe an der Westfront war Witzleben am 30. Oktober 1916 mit dem Kommandeurkreuz II. Klasse des Militär-St. Heinrichs-Ordens beliehen worden. Ab 5. August 1917 war er letzter Kommandeur der 46. Reserve-Infanterie-Brigade.
Vom 10. Januar 1919 bis 24. März 1919 war er als Generalmajor letzter Kommandeur des Leib-Grenadier-Regiments Nr. 100.

### Familie
Am 8. November 1897 heiratete er seine erste Frau Anna Renata Freiin von Kottwitz (1872–1908) und nach deren Tod am 21. Februar 1911 seine zweite Frau Helene Freiin von Kottwitz (1870–1937), die Schwester seiner ersten Frau.
Kinder aus der ersten Ehe:
- Job (* 1901) ⚭ 1938 Ruth Holstein (* 1902)
- Renata (* 1903) ⚭ 1943 Dr. jur. Ludwig Lieblein (1894–1951)
- Henning (* 1905)
- Anna-Barbara (1906–1993) ⚭ 1930 Oswald von Carlowitz (1903–1942), vermisst bei Stalingrad

Die beiden Söhne schlugen ebenfalls die Militärlaufbahn ein. Henning von Witzleben war als Oberst der Wehrmacht Ritterkreuzträger.